# Scheemda
Scheemda est une localité et une ancienne commune des Pays-Bas, située dans la province de Groningue.

## Histoire
Scheemda a été une commune indépendante jusqu'au 1er janvier 2010.
Le 1er août 2006, cette commune comptait 14 082 habitants. Sa superficie était de 117,46 km2, dont 3,02 km2 d'étendues d'eau. La commune comptait plusieurs autres villages, dont Heiligerlee. C'est près de ce village que la guerre de Quatre-Vingts Ans entre l'Espagne et les Pays-Bas a débuté.
En 1990, une fusion de communes (nl) avait déjà eu lieu avec Midwolda et Nieuwolda, mais Scheemda était restée le chef-lieu de la nouvelle commune. Le 1er janvier 2010, Scheemda fusionna avec Winschoten et Reiderland pour former la nouvelle commune d'Oldambt.

## Lien externe

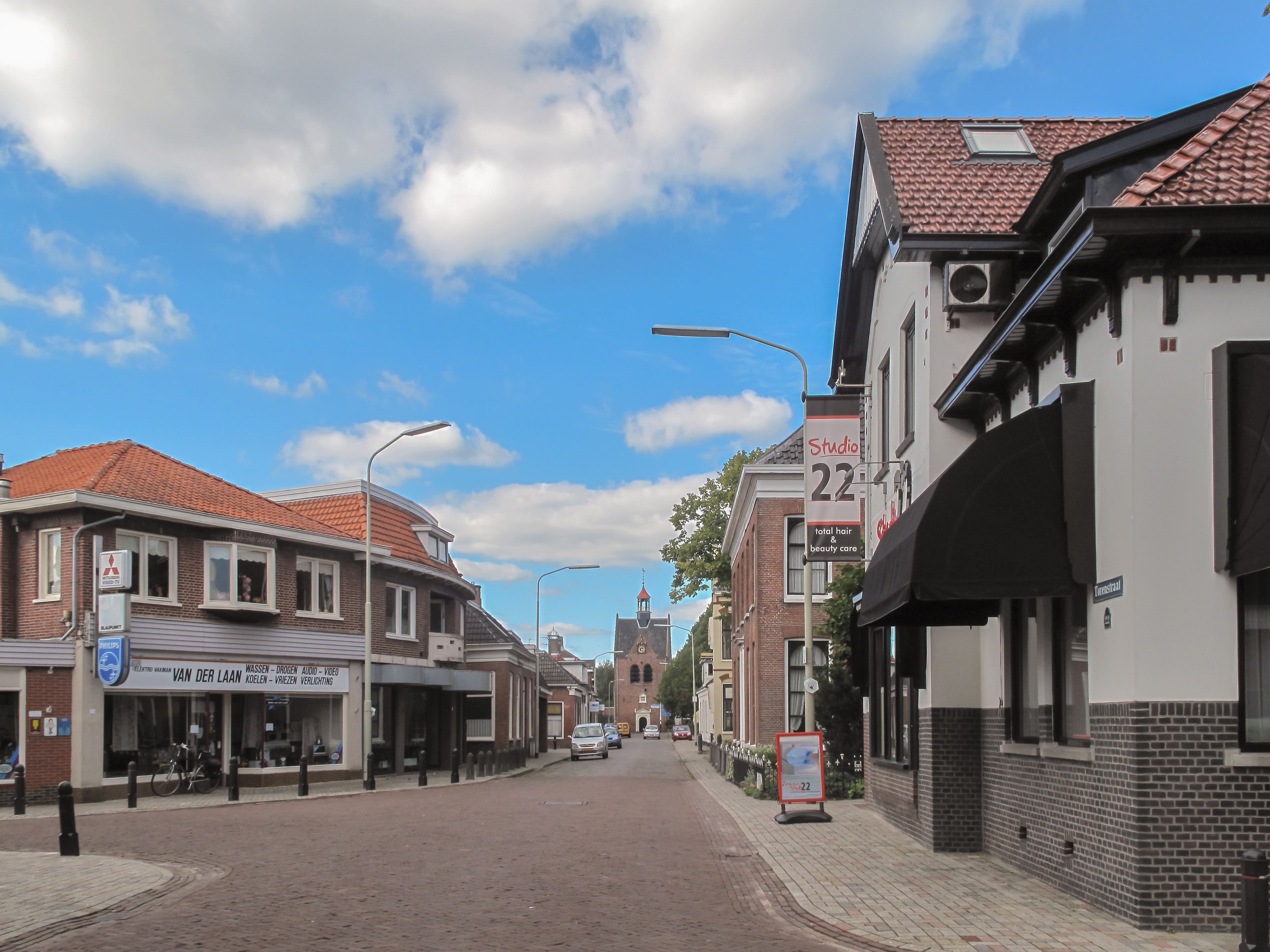
Vue sur la rue: de Torenstraat

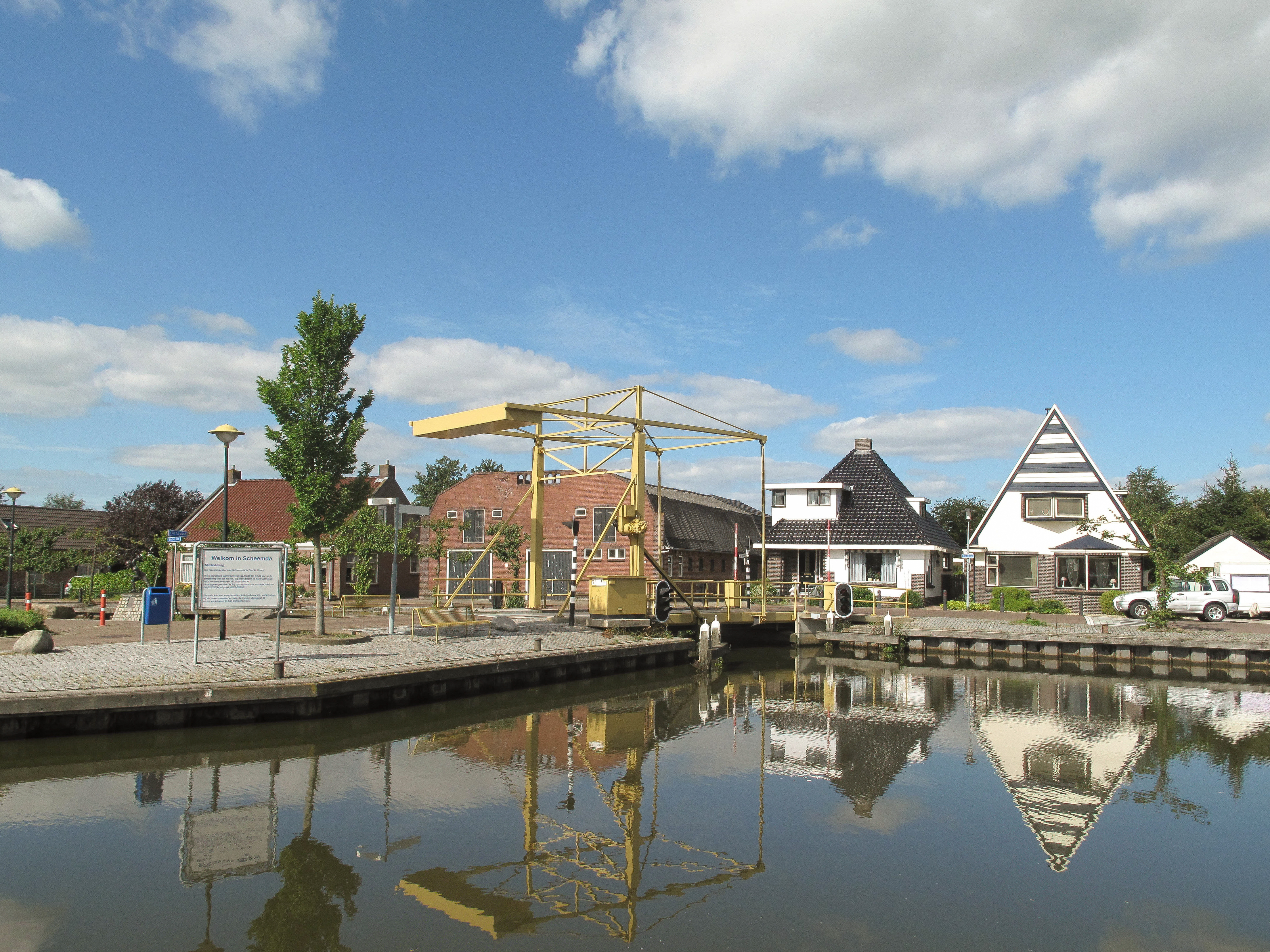
Pont basculant dans la rue